# Sawyl Penuchel
Sawyl Penuchel (cioè Sawyl l'Arrogante; attorno al 488) è stato un sovrano britannico altomedievale dei Pennini (nell'odierna Inghilterra). Compare nelle genealogie in antico gallese e nelle Triadi gallesi.

## Biografia
Nelle Harleian genealogies viene definito figlio di Pabo Post Prydein, un discendente di re Coel Hen, sovrano dell'Y Gogledd Hen. Storici come John Morris ritengono abbia regnato nell'area delle Pennines meridionali (odierno Peak District, nome che verrebbe dall'insediamento anglo di Pecset). Nelle Triadi gallesi viene inserito tra i tre uomini arroganti della Britannia.
Secondo altre genealogie, era padre di sant'Asafo. La Cronaca di Elis Geruffydd afferma che sua figlia sposò Maelgwn Gwynedd, sovrano del regno gallese del Gwynedd. Una genealogia irlandese sostiene che un certo "Samuel Chendisel" sposò Deichter, figlia di Muiredach Muinderg, re dell'Ulster, da cui ebbe due figli: Sanctan, che divenne vescovo di Cil-dá-les e fondò Kilnasantan nella contea di Dublino, e di Matóc Ailithir. L'irlandese Libro degli inni conferma che sia Sanctan sia Matóc giunsero in Irlanda dalla Britannia.
Secondo la Vita di san Cadoc, scritta in gallese, un re di nome Sawyl Penuchel, cioè Sawyl l'Arrogante, ebbe la sua corte ad Allt Cunedda, vicino a Kidwelly (Carmarthenshire). Potrebbe trattarsi di un semplice errore testuale, oppure di un riferimento al fatto che il figlio di re Pabo Post Prydein aveva perduto il suo regno sul finire del VI secolo, invaso dagli anglosassoni: sarebbe quindi stato costretto a fuggire nel Galles, probabilmente a Tegeingl (nel Flintshire) e poi nel Morgannwg (oggi Glamorgan). In seguito, Sawyl ebbe quindi la sua corte ad Allt Cunedda. A questo punto egli entrò in contrasto con san Cadoc: le sue bande di armati rubarono infatti il cibo dell'abbazia di Llancarfan, e così il santo fu costretto a inseguirli finché non li sorprese a dormire sotto alcuni alberi. I monaci tagliarono i capelli dei guerrieri, prima di nascondersi nella palude. Sawyl e i suoi uomini li inseguirono, ma morirono tutti annegati. Il re sarebbe stato sepolto nei pressi di un monticello conosciuto come "Banc Benuchel". In questo luogo, nel 1850, fu in effetti trovato un corpo ricoperto solo da una pietra esagonale, che imitava lo scudo da battaglia.
Nella sua Historia Regum Britanniae, Geoffredo di Monmouth (XII secolo) usa il nome di Samuil Penessil per un leggendario sovrano della Britannia pre-romana, successore di re Redechio e predecessore di re Pir.